# Ordinul Crucea Independenței
Ordinul Crucea Independenței (Order Krzyża Niepodległości) a fost înființat pe 5 august 2010, pentru a-i onora pe cei care între anii 1939-1956 au servit ca voluntari cu merite în apărarea independenței Statului polonez. La înființarea sa s-a stabilit că este o continuare a Crucii Independenței, care a fost înființată la 29 octombrie 1930. Este a cincea în ordinea de prioritate a decorațiilor poloneze.

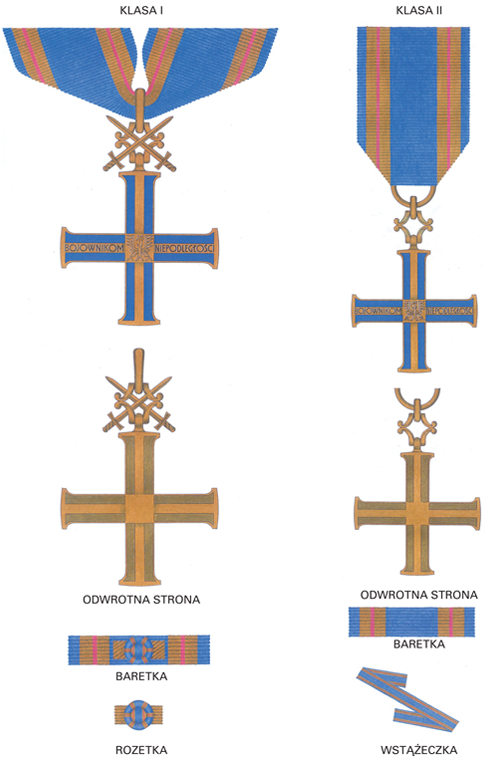
Desen al ordinului clasa 1 și clasa a 2-a.

## Clase
Ordinul este împărțit în două clase. La clasa întâi crucea Ordinului de Independență este suspendată de săbii atașate la o baretă cu o lățime de 45 mm, care este purtată în jurul gâtului. Bareta este de culoare albastră cu dungi de aur și roșu la margini. Bareta de la clasa întâi este reprezentată printr-o rozetă în centru. Prima clasă este acordată celor care au condus lupta sau au luptat cu arme pentru independența și suveranitatea patriei cu un sacrificiu extraordinar. 

Crucea clasei a doua a Ordinului Crucii de Independență este purtată pe partea stângă a pieptului agățată de o baretă cu o lățime de 40 mm, având culori identice cu cele din clasa întâi. Bareta de la clasa a doua nu are nici o încuietoare sau prindere. Cea de-a doua clasă este atribuită celor care, pentru o perioadă semnificativă de timp sau în situații de pericol extrem, au apărat independența și suveranitatea patriei, luptând pentru recuperarea ei sau pentru menținerea funcționării instituțiilor și tradițiile din Polonia.

## Beneficiarii
La 28 februarie 2013 a avut loc prima acordare a ordinului. Opt persoane au primit ordinul cu săbii și nouăsprezece ordinul fără săbii.